# Elisabetta Vernier
Elisabetta Vernier olasz sci-fi és fantasy írónő, műfordító és mérnök.

## Pályája
Vernier Cagliariban született. Az írást fanfictionökkel kezdte, melyek a Star Trek, a Csillagkapu és A Gyűrűk Ura világában játszódtak. Önálló irományait kezdetben az interneten publikálta, melyek kapcsolódtak az általa kitalált cyberpunk világhoz, a Kranio Enterpriseshez. A világot szerepjátékozás közben találta ki: nagy hatást gyakoroltak rá amerikai akciófilmek és animék. Ezek a történetek később felbukkantak antológiákban és magazinokban is, melyek közül nálunk a Galaktika közölte az egyiket (Origami, 1997-ben íródott), a 191. számban. 
A novellák után végül egy kisregényt is írt a saját maga által megalkotott világba, ClipArt címmel. A kisregény először 1999-ben jelent meg e-könyvként, majd nyomtatásban is, és nagy rajongótáborra tett szert. Egy évvel később elnyerte a Premio Italia-díjat, mely az olasz sci-fik legrangosabb elismerése. Jelenleg egy multinacionális cégnél dolgozik mint IT-szakértő.
Műfordítóként ő ülteti át Vernor Vinge, Robert Sheckley, Ian Watson, Robert J. Sawyer és Marion Zimmer Bradley műveit olaszra.

## Művei
- Embargo, 2009
- ClipArt, 2003, 2009 – Premio Italia-díj
- Stargate SG-1, 2005
- Fantaiku, 2005
- La dura vita del Webmaster di Dio, 2003
- I Custodi del Passato, 2005
- Hungry Light, 2000
- Origami 2002, 2004
- Modding X-treme, 2003

## Magyarul
- ClipArt; ford. Bihari György; Metropolis Media, Bp., 2008 (Galaktika Fantasztikus Könyvek)
- Origami (Galaktika 191. szám, 2006 majd 2008, a ClipArt részeként)
- Éhes fény (2008, a ClipArt részeként)
- Embargó (Kétszázadik, Galaktika Fantasztikus Könyvek, 2009)